# Богиня со змеями
Богиня со змеями — тип вотивных женских статуэток с пресмыкающимися в руках, датируемых примерно 1600 годом до н. э. Находки относятся к крито-минойской цивилизации и найдены в ранних слоях Нового Дворца в Кноссе. Всего известно два предмета.

## Находка
Обе статуэтки были найдены сэром Артуром Эвансом во время его раскопок на Крите в 1903 году. Они изготовлены из фаянса и покрыты стеклянной глазурью, окрашены яркими пигментами в красновато-коричневые и желтовато-зелёные цвета и позже подверглись обжигу, приобретя стеклянный блеск. Сегодня они находятся в Археологическом музее Ираклиона.
Богини со змеями были найдены в помещении рядом с дворцовым святилищем, в специально устроенных тайниках (каменных ящиках) вместе с другими предметами явно религиозного характера: вотивными изображениями женской одежды, ракушек, летающих рыб, мраморного креста.
Существует ещё одна критская статуэтка, изготовленная из слоновой кости, которая также, предположительно, являлась змеиной богиней (Бостонский музей).

## Описание
Статуэтки изображают женщин в пышных одеждах, с широкой юбкой и обнажённой грудью, держащих в руках змей. Меньшая из этих фигурок имеет высоту 29,5 см, она держит змей в поднятых руках. Её головной убор увенчан изображением какого-то животного из семейства кошачьих. Она была разбита (шапка и левая рука были найдены как отдельные фрагменты) и реставрирована Эвансом. Сама голова и шея являются реконструкцией на основе второй статуэтки. Принадлежность шапки именно этой статуэтке также на совести Эванса.
Вторая фигурка высотой 34,2 см — в высоком головном уборе, одна змея оплетает её руки и спину, другая змея узлом опоясывает её талию и грудь, третья сидит на головном уборе. Эта фигурка тоже дошла не в идеальном состоянии: английский археолог реконструировал её на основании сохранившегося торса, правой руки, головы и шапки, и пользуясь сравнением с первой статуэткой.
Одежда женщин соответствует изображениям придворных дам на фресках Кносского дворца. Специальным культовым одеянием являются только короткие верхние юбочки-фартуки и головные уборы.

## Идентификация
Изображением какого именно божества они являлись, неизвестно. Змеи в руках являются знаком связи с минойским царствующим домом, поэтому предполагают, что это может быть изображение домашнего бога. Тем не менее, истинная функция этого идола остается неясной. Большая грудь женщины дает основание предположить, что она может быть божеством плодородия, верховной Богиней-Матерью.
Змеи также часто связывались с идеей продления жизни, так как они сбрасывают кожу и обновляются, поэтому они ассоциируются с мужской репродуктивной способностью.
Если это изображения божества, то они — единственные в критском искусстве этого периода. Возможно, что это вотивные изображения богини (неизвестной), может быть, членов царствующего дома, выполнявших жреческие функции.

## В культуре
- В мультфильме 2018 года «Седер-мазохизм» показана анимированная Богиня со змеями наряду с другими танцующими богинями.

## Прочие змеиные богини
В других культурах также существуют богини, связанные со змеями:
- Апи — змееногая богиня — праматерь Скифов[4]
- Рененутет — изображалась в виде свёрнутой кобры (Древний Египет)
- Меретсегер — богиня-змея (Древний Египет)
- Уаджит — богиня святилища Буто в Нижнем Египте
- Афина Паллада
- Горгона Медуза
- Гигиея — богиня здоровья
- Нагини — персонаж индийского фольклора

а также:
- Змей (мифология)